# Affaire Loiseau
Pour les articles homonymes, voir Loiseau et Dominique Loiseau.
L'affaire Loiseau désigne un dossier pénal instruit par le juge d'instruction Gilles Rivière dans le cadre d'une association de malfaiteurs impliquant au moins cinq policiers véreux, accusés d'avoir participé à une série d'agressions, cambriolages et attaques à main armée entre janvier 1982 et juillet 1985 en région parisienne. Cette affaire a marqué l'opinion publique avec l'accusation controversée d'un sixième policier, l'inspecteur Dominique Loiseau, qui fut le seul des policiers accusés à clamer son innocence. Devenu auteur et scénariste à sa sortie de prison, il tente depuis de réhabiliter son honneur et d'obtenir une révision de son procès.
Cette affaire a inspiré le scénario du film 36 quai des Orfèvres en 2004. Elle a suscité des contre-enquêtes et documentaires.

## L'affaire du «gang des ripoux du 36»

### Les révélations d'un indicateur de la police
Le jeudi 25 juillet 1985, dans le 13e arrondissement de Paris, un bijoutier est réveillé à son domicile par trois malfaiteurs se présentant comme des policiers sur le point de procéder à une perquisition. Les membres de la famille sont menottés dans le salon lorsque l'un d'eux finit par expliquer qu'il s'agit d'un braquage. Deux malfaiteurs escortent la victime jusqu'à sa bijouterie boulevard Raspail, tandis que l'autre séquestre la famille. Cependant, les victimes se rebellent et parviennent à mettre en fuite leur bourreau. Le commissariat local est alerté et l'un des malfaiteurs interpellé arme à la main par des gardiens de la paix, alors qu'il est encore en compagnie de sa victime.  
Le truand, Patrick El Hamri Namouchi dit La Mouche, s'avère être un indicateur de la police. Confronté à la gravité des faits retenus contre lui, il dénonce nominativement ses deux complices du jour, qui sont de vrais policiers. Celui qui faisait le guet face à la bijouterie a effectivement pu s'enfuir en présentant sa carte de police aux intervenants. C'est le début de l'affaire du « gang des ripoux » qui va entacher la police judiciaire parisienne.

### Des interpellations dans le milieu policier
L'affaire est confiée au juge Gilles Rivière, qui instruit aux chefs de « vol aggravé, arrestation illégale, séquestration avec prise d'otages et infraction à la législation sur les armes. »  
Namouchi fait des révélations sur plus d'une dizaine d'attaques similaires commises en région parisienne contre des receleurs, et donc peu enclins à déposer plainte auprès des services de police. Il désigne ses proches complices, bien placés pour cibler des victimes potentielles : Alain Rossi, dit « Tino », inspecteur à la brigade des stupéfiants et du proxénétisme (BSP), Jean-Louis Naud, gardien de la paix motocycliste à Marseille et Pascal Jumel, inspecteur à la brigade de répression du banditisme (BRB). Ce dernier est considéré comme l'instigateur ; c'est par ailleurs lui qui a recruté Namouchi comme indicateur en 1981. Tous sont inculpés et écroués, mais d'autres noms de policiers commencent à circuler.

### Ouverture d'une enquête par l'inspection générale des services
Le Ministère de l'intérieur tient à être le premier à rendre publique l'information et délivre un communiqué le 30 juillet, en annonçant la suspension immédiate des trois policiers et l'ouverture d'une enquête administrative interne par l'inspection générale des services. D'autres policiers sont rapidement inculpés : Michel Mandonnet et Michel Vuillaume, inspecteurs appartenant au groupe de nuit de la BRB avec Pascal Jumel. Le malaise est grand au siège de la police judiciaire parisienne et l'on craint que l'indélicatesse de ces inspecteurs rejaillisse sur l'ensemble des brigades centrales.

### Principales attaques imputées au gang
L'instruction fait apparaître la présence systématique du duo Jumel-Namouchi dans les agressions à mains armées imputables au gang des ripoux du 36. Nées d'une collusion amicale entre l'inspecteur et de son indicateur, elles visaient régulièrement les propriétaires de commerces à la gestion jugée douteuse, soit par des attaques directes ou le plus souvent par des arrestations illégales menées par les policiers dans le cadre de fausses perquisitions. Les attaques de grandes surfaces et d'agences bancaires étaient perpétrées le plus souvent de nuit en région parisienne, équipés de cagoules et de talkie-walkie,.
- 13 avril 1982 : vol à main armée dans une agence du Crédit industriel et commercial à Paris
- 31 décembre 1982 : vol à main armée de la bijouterie Parchard à Neuilly-sur-Seine.
- 3 janvier 1983 : nouvelle attaque à main armée de la bijouterie Pachard
- 12 octobre 1984 : vol à main armée avec prise d'otages (lieu ignoré).
- 26 novembre 1984 : vol à main armée au E.Leclerc de Dammarie-les-Lys (253 000 francs)
- 2 janvier 1985 : vol à main armée dans une agence du Crédit industriel et commercial à Évry (910 000 francs)
- 22 janvier 1985 : vol à main armée contre les gérants d'un atelier de fourrures à Auvers-sur-Oise
- 16 avril 1985 : vol à main armée dans une centrale d'achats au Perreux-sur-Marne
- 3 mai 1985 : vol à main armée de commerçants canadiens au Mary's Hôtel à Paris.
- 25 juillet 1985 : attaque à main armée par le trio Namouchi-Rossi-Naud de la bijouterie Yaghil à Paris.

## Le déclenchement d'une fronde policière au 36, quai des Orfèvres

### La mort en service de l'inspecteur Jean Vrindts
Le mardi 14 janvier 1986, dans le 16e arrondissement de Paris, une opération de police menée par la brigade de répression du banditisme avec l'appui de la brigade de recherche et d'intervention (BRI) et de brigades territoriales (BT), visant à neutraliser le fameux « gang des postiches », tourne au drame. Au cours du braquage du Crédit lyonnais de la rue du Docteur-Blanche, l'inspecteur Jean Vrindts (BRI) et l'un des malfaiteurs, Bruno Berliner, se sont entre-tués, tandis que deux policiers ont été pris en otages et que le noyau dur du gang a réussi à prendre la fuite avec une partie du butin. De retour au 36, quai des Orfèvres, les policiers intervenants s'insurgent contre une grave erreur de commandement et dénoncent les méthodes et l'impulsivité du chef de la BRB : le Commissaire Raymond Mertz. Ils menacent de se mettre en grève si ce dernier n'est pas relevé de son poste. Cet événement dramatique, déclencheur d'une fronde policière, va faire resurgir l'affaire des « ripoux du 36 ».

### L'inculpation de l'inspecteur Dominique Loiseau
La presse s'empare de l'affaire et l'inquiétude gagne le ministère de l'Intérieur, si bien que Pierre Touraine, directeur de la PJ, réunit les brigades centrales et menace de distribuer des sanctions. Une nouvelle enquête de l'inspection générale des services est menée dans le cadre de cette nouvelle affaire. L'enquête sur le « gang des ripoux », toujours en cours, resurgit. Espérant éteindre la fronde policière, la hiérarchie dévoile qu'une liste d'une dizaine de policiers suspectés d'avoir directement ou indirectement assisté le « gang des ripoux » circule toujours et peut être mise à la disposition de l'IGS. Or l'inspecteur Jean Vrindts figure sur cette liste, ce qui suscite autant d'émoi et d'inimitiés que d'embarras dans l'administration.
Dominique Loiseau, inspecteur à la BRI, apprend que son nom y figure aussi. Pour ce dernier, entré dans la police en 1973, l'affront est tel qu'il demande à être immédiatement auditionné par l'IGS. Sur la douzaine de personnes soupçonnées, il sera le seul à faire cette démarche : « Je pense que l'idée de la hiérarchie, au début, était juste de faire peur, pas de poursuivre les gars. Mais comme j'ai demandé à voir l'IGS, il lui fallait bien montrer qu'elle ne plaisantait pas... »
Au terme de sa garde à vue, Dominique Loiseau est présenté au juge Gilles Rivière qui délivre à son encontre un mandat de dépôt à la prison de Bois-d'Arcy le 21 janvier 1986, sans droits de visites. Une vision controversée de l'affaire atteste que l'inspecteur Loiseau aurait servi d'exemple pour éteindre la fronde policière au 36, conduite à la suite de la mort de l'inspecteur Vrindts,.

## L'instruction du dossier des ripoux du 36 en question

### Un dossier à charge, des témoignages douteux
Joseph Dormoi, proxénète incarcéré au Bois D'Arcy pour homicide volontaire, risque une requalification de son crime en assassinat et donc une peine aggravée. En 1985, il devient malgré lui le compagnon de cellule de l'inspecteur Michel Mandonnet, lequel lui aurait fait des révélations, notamment sur la participation de l'inspecteur Loiseau au « gang des ripoux ». Espérant peut être une remise de peine, il se confie aussitôt au juge d'instruction. Or, Mandonnet a toujours réfuté ces confidences,.
Dominique Loiseau est accusé de vol de voitures et de participation à deux vols à main armée contre un centre Leclerc de Dammarie-les-Lys et contre deux fourreurs yougoslaves à Auvers-sur-Oise. Ces derniers, Gajic et Vokadinov, témoignent à charge mais leurs dépositions apparaissent plutôt fragiles à la barre, d'autant que leur commerce est en faillite frauduleuse  : Gajic avoue qu'il a de gros problèmes de vue, Vokadinov qui désignait un individu barbu parle finalement d'une personne imberbe. Pour le braquage de Dammarie, deux gardiens de la paix ont affirmé avoir contrôlé une personne ressemblant fortement à Dominique Loiseau le soir du braquage. Problème, ils n'ont évoqué ce contrôle à leur chef de service et sous l'influence de la rumeur que le 27 janvier 1986, alors que Loiseau se trouvait déjà sous les verrous.
Enfin, contrairement aux autres policiers inculpés, seul « La Mouche » maintient que Loiseau était bien un membre du gang. Alors qu'il vient d'être confronté à l'IGS, Namouchi fait une confidence à Loiseau et lui déclare qu'il était obligé de le mouiller car Jumel lui a fait des « enculeries ».
« Il n'y avait aucune preuve matérielle contre moi, j'étais persuadé que j'allais être acquitté… » Au terme de deux ans de détention provisoire, des manifestations de soutien soulignent que l'instruction, jugée très lente et fragile, ne permet pas de maintenir emprisonné Dominique Loiseau. Le 22 février 1988, la chambre d'accusation renvoie tout de même le cas de Dominique Loiseau aux assises avec les cinq autres policiers suspectés. Une quarantaine de membres de la police judiciaire s'était alors réunie en signe de solidarité, en vain.

### Détention et condamnation
Dominique Loiseau est incarcéré à l'isolement, privé de visites pendant huit mois. Aucune dérogation n'est consentie par le juge Rivière, pas même lorsque son épouse enceinte contracte une toxoplasmose et perd son enfant à naître[réf. nécessaire]. Ses parents sont convoqués à plusieurs reprises pour se voir retirer leurs permis de visites, jugés invalides. Ces derniers doivent mettre en vente leur pavillon pour supporter les dépenses en frais d'avocats[réf. nécessaire]. Il se trouve dans le même quartier que certains détenus qu'il a lui-même contribué à faire emprisonner et est victime de menaces de violences et de mort[réf. nécessaire]. Fragilisé psychologiquement et physiquement, Dominique Loiseau tente de se suicider en mars 1986 dans sa cellule[réf. nécessaire].
Son système de défense consiste à démontrer une machination, montée de toutes pièces pour étouffer la fronde qui a éclaté dans les services centraux après l'affaire de la rue du Docteur-Blanche. Mais cette thèse ne convainc pas, puisque Dominique Loiseau était déjà dénoncé par Joseph Dormoi en 1985. Pourtant, du fond de leurs cellules, ses co-accusés qui ont reconnu les faits réfutent toute participation de Dominique Loiseau aux vols. Le 16 octobre 1991, la cour d'assises le désigne coupable et le condamne à douze ans de prison. Ses co-accusés, qui ont tous reconnu les faits, se sont vu délivrer des peines plus lourdes. Jumel écope de dix-sept ans de réclusion criminelle, et n'en fera que treize par le jeu des remises de peines.
« Dominique n'y était pour rien » écrit Pascal Jumel le 4 décembre 1991. « A ma connaissance, il n'a jamais enfreint la loi. J'ai travaillé plusieurs mois avec lui et je crois que je le connais bien. Je l'ai toujours considéré, et le considère encore, comme un garçon honnête, loyal et droit. « Tout le contraire d'un délinquant » précise Michel Mandonnet le 11 mars 1992. À leur tour, les deux autres décident de passer aux aveux. Alain Rossi, le 11 mars lui aussi, déclare : « Je peux affirmer que si Dominique avait participé [aux délits qu'on lui impute], j'en aurais entendu parler. Or aucun des protagonistes des affaires évoquées ne m'avait parlé de lui ». Enfin, Jean-Louis Naud affirme treize jours plus tard : « Je n'ai jamais vu Dominique, à aucun moment, sur aucune des affaires qui me sont reprochées. » En outre, contrairement à eux, le train de vie de Dominique Loiseau était conforme au salaire qu'il percevait.

### Sortie de prison
L'ex-inspecteur Dominique Loiseau est gracié par François Mitterrand en 1993. Il quitte la prison sans revenus le 18 mai de la même année, toutefois sans être lavé des accusations qui pèsent sur lui. Il a raconté son histoire dans un ouvrage coécrit avec le journaliste Michel Naudy et sorti en 1994 : L’Affaire Loiseau : le dossier noir de la police des polices (Éditions Plon). S'appuyant sur l'enquête menée par ce journaliste, il tente d'obtenir une révision de son procès en 2001. Cette requête est refusée, jugée par la commission de la Cour de cassation comme « dénuée de toute crédibilité ». Épuisé, le livre de contre-enquête de Michel Naudy est réédité et augmenté sous le titre Un Flic innocent en prison (éditions Bernard Pascuito) en 2005. 
Son livre et son histoire ont inspiré le film 36 quai des Orfèvres, d'Olivier Marchal, dont il a coécrit le scénario.